# Lepilemur betsileo
Lepilemur betsileo  (лат.) — вид лемуров из семейства Lepilemuridae, названный в честь малагасийской народности бецилеу (Betsileo).

## Описание
Окраска меха от серого до красно-коричневого, хвост чёрный. Длина до 58 см, из которых 33 см приходится на длинный хвост. Вес около 1 кг.  Встречаются между реками Mangoro и Namorona в восточном Мадагаскаре, обитают в первичных и вторичных дождевых тропических лесах. Ведут ночной образ жизни. Их диета предположительно должна состоять, как и у всех лемуров из листьев, плодов, цветов, почек и других частей растений. 

## Распространение
Мадагаскар.

## Охранный статус
Эти лемуры из-за уничтожения тропических лесов, в которых они обитают, включены в «Красный список угрожаемых видов МСОП» (англ. IUCN Red List of Threatened Animals) международной Красной книги Всемирного союза охраны природы (The World Conservation Union, IUCN) в статусе Endangered species, EN (вымирающие виды).